# De vergeten Willy
De vergeten Willy is het 67ste album uit de reeks van De avonturen van Urbanus en verscheen in 1998 voor het eerst in België.
Urbanus vindt in een winkel in Brussel 220 illegale Urbanus-albums, uitgegeven door Jef Patat en getekend door Willy Lintworm. Urbanus, Cesar en Eufrazie worden erin belachelijk gemaakt. Belust op wraak besluit Urbanus zelf zijn albums te drukken en te verkopen. Door het enorme succes van de nieuwe Urbanus-strips, door hem zelf gemaakt, is ook de grote uitgeverij Danstaart geïnteresseerd...